# Evelina Sašenko
Evelina Sašenko (Rūdiškės, 26 luglio 1987) è una cantante lituana, rappresentante della Lituania all'Eurovision Song Contest 2011 con il brano C'est ma vie.

## Biografia
Nata da una famiglia polacca e ucraina, Evelina Sašenko ha studiato all'Accademia Lituana di Musica e Teatro. Da bambina ha vinto il primo premio al festival canoro per bambini Dainų dainelė. È salita alla ribalta nel 2009 con la sua partecipazione al programma televisivo per cantanti lirici di LRT Triumfo arka.
Nel 2011 ha preso parte a Eurovizijos atranka, il programma di selezione del rappresentante lituano all'Eurovision Song Contest, dove ha presentato l'inedito C'est ma vie. È stata scelta come vincitrice da giuria e televoto, e ha avuto la possibilità di riproporre il brano sul palco eurovisivo a Düsseldorf. Qui Evelina Sašenko ha superato la semifinale e si è piazzata al 19º posto su 25 partecipanti con 63 punti totalizzati nella finale.

## Discografia

### Album in studio
- 2010 – Chopin Jazz Inn
- 2014 – Meilės istorija (Pagal Edith Piaf)
- 2019 – Jausmai

### Singoli
- 2011 – C'est ma vie
- 2020 – Tobulas rytas
- 2021 – Įkvėpk drąsos
- 2021 – Kielės